# Go-go dancing

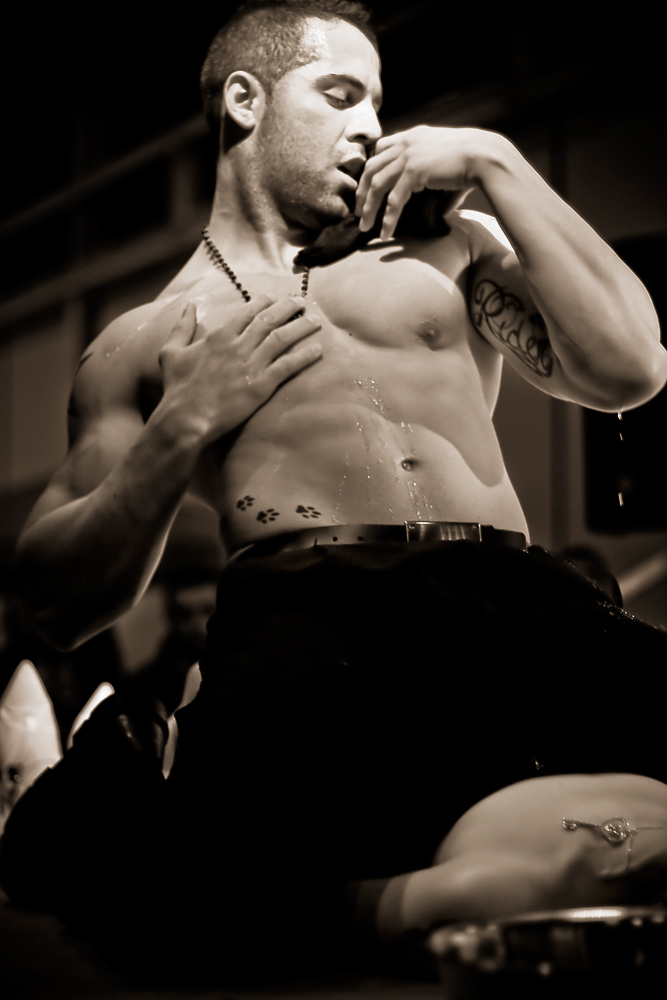
Go-go boy em performance

Go-go dancers são dançarinos que trabalham no entretenimento de festas e clubes noturnos. O go-go dancing originou-se em meados dos anos de 1960 quando mulheres em um bar chamado Peppermint Lounge, em Nova Iorque, começaram a subir nas mesas e dançar no estilo Twist. A partir daí os donos de clubes noturnos começaram a organizar as danças para entretenimento do público. Outras fontes afirmam que a prática teve inicio e foi nomeada devido a um popular clube noturno de rock de Los Angeles chamado Whiskey A Go Go, que abriu as portas em janeiro de 1964. Muitos dos frequentadores dos clubes usavam minisaias acima dos joelhos e botas de salto alto, que eventualmente passaram a ser chamados de go-go boots. Promotores de festas na metade da década de sessenta conceituaram a ideia de contratar mulheres vestidas dessa maneira para entreter os seus clientes.

## Etimologia
O termo go-go deriva da frase anglófona "go-go-go" que significa uma pessoa empolgada, enérgica, que foi influenciada pela expressão francesa à gogo, que significa "em abundância ", que por contrapartida vem do francês antigo la gogue, "alegria, felicidade".

## Go-go dancing nos anos sessenta
Em 19 de junho de 1964, Carol Doda começou a dançar go-go dancing fazendo topless (após realizar uma cirurgia de implante de silicone nos seios) no Condor Club na Broadway e Columbus em North Beach, San Francisco. Ela tornou-se a mais famosa go-go dancer do mundo, apresentando-se no Condor por mais de 22 anos.
Go-go dancers começaram a ser contratados regularmente no Whiskey a Go Go na Sunset Strip em West Hollywood na região de Los Angeles em julho de 1965. Whisky a Go Go também foi o primeiro clube a possuir gaiolas suspensas no teto (elas estavam lá desde o inicio de 65).
A frase go-go foi adotada nos bares na década de 60 em Tóquio, Japão. O movimento foi visto como algo de baixa reputação, sendo banido dos clubes maiores e sendo adotado pelos estabelecimentos burlescos e de striptease, que tornaram-se go-go bars. Durante a Guerra do Vietnã, havia diversos go-go bars em Saigon, no Vietnã do Sul, para entreter as tropes americanas. O sinônimo usado no Vietnã para go-go dancing era “table dancing”.

### Em clubes gays

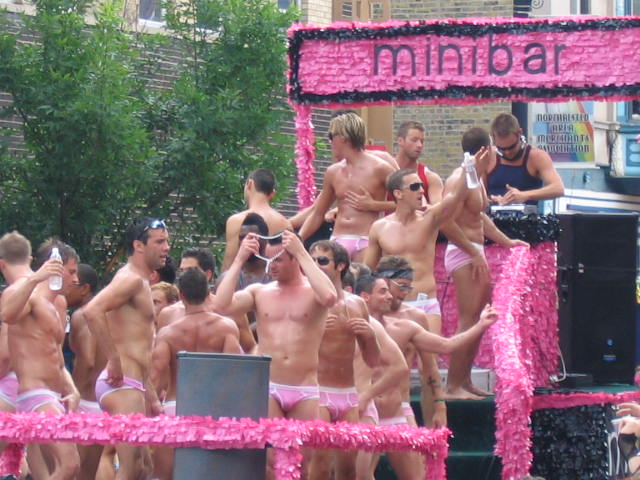
Go-go boys na Parada Gay de Chicago de 2008

Nesse período, o go-go dancing era um atividade exclusivamente feminina, mas com a popularização de clubes gays, começaram a surgir os go-go boys, especificamente entre 1965 e 1968. Após isso, poucos clubes gays tinham dançarinos até 1988, quando os go-go boys voltaram a ser moda, embora a atividade pudesse ser vista pelo viés do Gay-For-Pay.

## Go-go dancingnos anos setenta e depois
Havia muitos go-go bars na Tailândia durante a Guerra do Vietnã e eles continuaram (em uma escala menor), após o fim da guerra. Na década de 1980, a Tailândia foi um dos principais centros para a indústria do sexo, e essa indústria tornou-se uma atração turística da Tailândia para muitos homens.
Não eram muitas as discotecas que tinham go-go dancers em 1970. No entanto, no final de 1970, houve uma boate no mesmo local onde a Peppermint Lounge tinha sido, em Manhattan, chamada G.G. Barnum's Room e frequentada principalmente por gays, onde havia homens go-go dancers que dançavam em trapézios sobre a pista de dança Em 1978, o Xenon, uma boate em Manhattan, tornou-se o primeiro clube a criar um espaço para go-go dancers amadores se apresentarem, fazendo aparecer um grande número de pessoas interessadas.
No início de 1980, o go-go dancing novamente tornou-se popular em clubes de Nova York inspirados pela música da cantora Madonna. Madonna incluía go-go dancers em seus videoclipes para a MTV americana.
Hoje, a go-go dancing também encontrou uma saída na mídia de massa. Horrorpops, uma banda dinamarquesa, é conhecida por mostrar go-go dancers em suas performances ao vivo e em vídeos de suas músicas. O vídeo da música Horrorbeach foi dedicado inteiramente aos seus go-go dancers.

### Performance art dancers

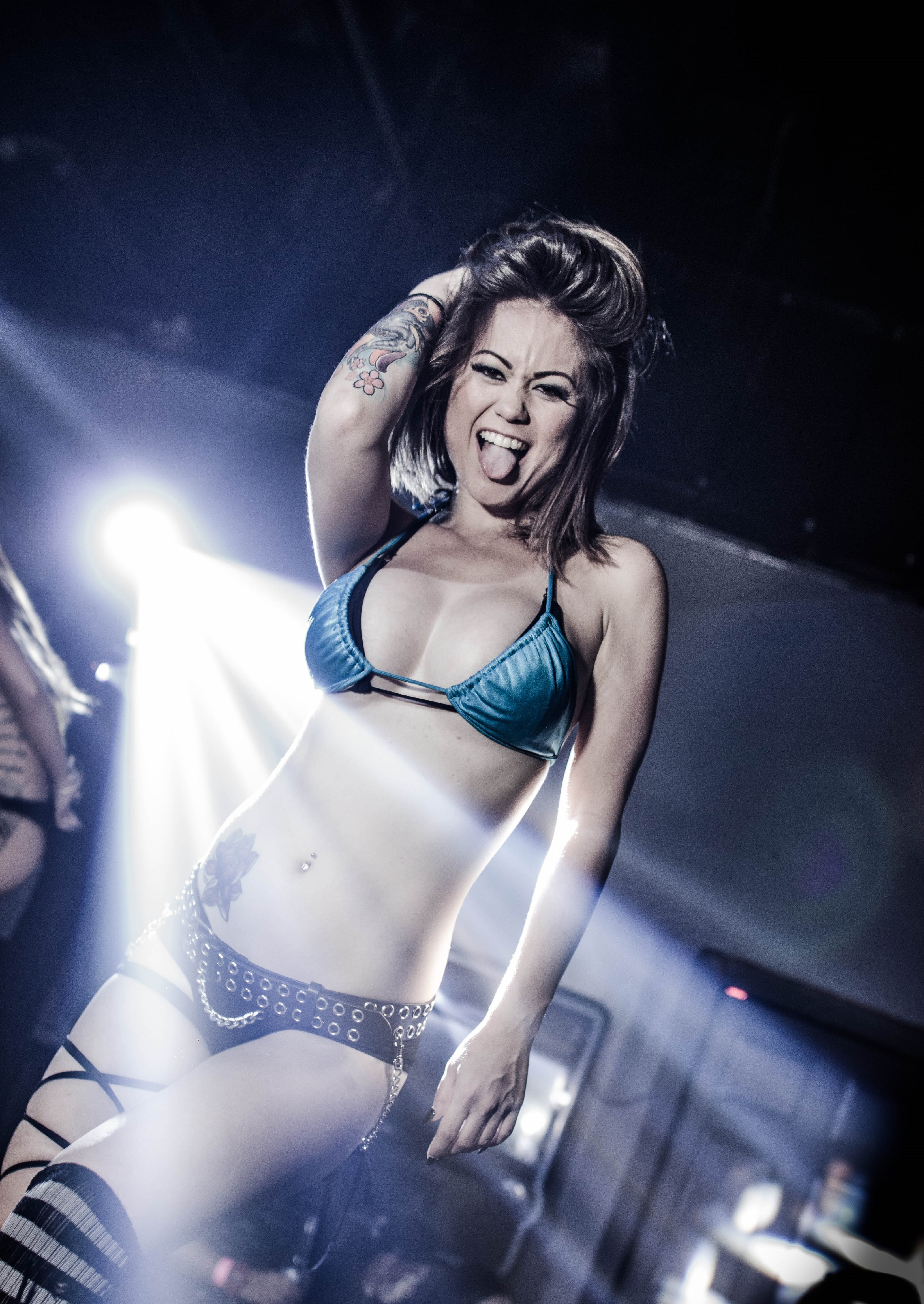
250

Go-go dancers que são contratados para se apresentar em boates, festas especiais, festivais e circuitos de raves são chamados de “performance art dancers” ou “dançarinos de arte performática”. Suas atuações incluem desde fantasias e acessórios luminosos até bastões de fogo ou cobras. No início ou em meados década de 1980, o dançarino de arte performática John Sex, que dançava junto com uma cobra píton, desempenhou um papel importante na tomada do go-go dancing junto dos clubes gays e bissexuais junto com seu parceiro Sebastian Kwok.